# Egid Kotschenreuther
Egid Kotschenreuther (* 20. Oktober 1902 in Stadtsteinach; † 13. August 1968 ebenda) war ein deutscher Politiker der Bayernpartei.
Kotschenreuther arbeitete als Landwirt und Maurer. Zum 1. Mai 1933 trat er der NSDAP bei (Mitgliedsnummer 2.538.561). Er wurde viermal in den Stadtrat von Stadtsteinach gewählt, dem auch zwei weitere Familienmitglieder angehörten. Am 1. Oktober 1952 rückte er für den verstorbenen Georg Bauer in den Bayerischen Landtag nach, dem er bis zum Ende der Wahlperiode 1954 angehörte. Im Landtag schloss er sich zunächst dem Ausschuss Bayern Pfalz an, später auch den Ausschüssen für Grenzlandfragen, für Sozialpolitische Angelegenheiten sowie für die Geschäftsordnung. 1967 wurde er zum Ehrenvorstand der Stadtsteinacher Feuerwehr ernannt.